# Walter A. Brown
Walter Augustine Brown (Hopkinton, 10 febbraio 1905 – Boston, 7 settembre 1964) è stato un imprenditore e dirigente sportivo statunitense, primo proprietario dei Boston Celtics e figura importante nello sviluppo dell'hockey su ghiaccio negli Stati Uniti. È membro del Naismith Memorial Basketball Hall of Fame dal 1959 in qualità di contributore.

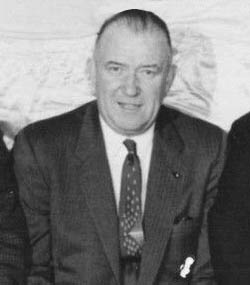
Walter A. Brown, 1960.

Prese il posto di suo padre, George V. Brown, come manager del Boston Garden, è stato uno dei fondatori della Basketball Association of America nel 1946, e contribuì tre anni dopo, nel fonderla con la National Basketball League dando vita alla NBA. Ha fondato i Celtics nel 1946, facendone subito una delle migliori squadre della lega. Durante la sua presidenza prese forma infatti la squadra che dal 1957 al 1969 vinse ben 11 titoli.
Ha avuto un ruolo importante anche nello sviluppo dell'hockey su ghiaccio, nel 1933 ha guidato gli USA alla prima vittoria nei campionati del mondo. Nel 1951, ha acquistato i Boston Bruins ed è stato presidente della International Ice Hockey Federation dal 1954 al 1957.
Dopo la sua morte nel 1964, il trofeo assegnato ai campioni NBA ha preso il suo nome e lo ha mantenuto fino al 1984. È stato introdotto nella Hockey Hall of Fame nel 1962, nella Basketball Hall of Fame nel 1965 e nella IIHF Hall of Fame nel 1997.
I Boston Celtics hanno ritirato la canotta numero "1" in suo onore.